# Adrien Moreau
Adrien Moreau (Troyes, 18 aprile 1843 – Parigi, 22 febbraio 1906) è stato un pittore e illustratore francese.

## Biografia
Nacque a Troyes nel dipartimento di Aube. Ha iniziato la sua formazione artistica come apprendista vetraio, ma partì per Parigi per studiare presso l'École des Beaux-Arts sotto Léon Cogniet e Isidore Pils. Espose per la prima volta al Salon di Parigi nel 1868: venne ascritto dall'artista e critico contemporaneo Joseph Uzanne "tra le file dei più grandi pittori di genere contemporanei".
Dopo la pausa causata dalla guerra franco-prussiana, fu la sua opera del 1873, Concert d'amateurs dans un Atelier d'Artiste che gli diede molta notorietà agli occhi del pubblico, e la sua arte divenne molto richiesta, soprattutto in America.
Ha continuato ad esporre al salone fino alla fine alla morte, vincendo una medaglia d'argento nel 1876 per Riposo alla fattoria. Ha anche vinto medaglie d'argento al 1889 e 1900 all'Exposition Universelle di Parigi. Venne insignito del Cavalierato della Legion d'onore nel 1892.

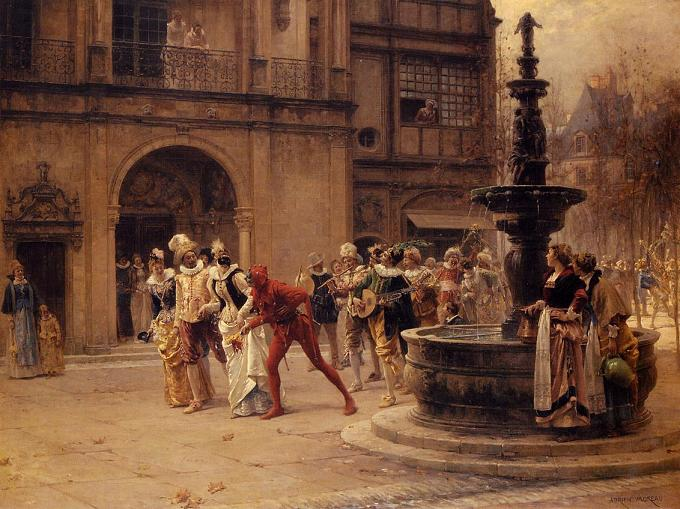
Il carnevale, 1887

Moreau dipinse a olio (compreso in grisaille) e acquerello, e durante la sua vita divenne noto per le raffigurazioni storiche delle classi ricche francesi dei secoli passati, pur essendo ugualmente a suo agio nel genere, con dipinti di scene di vita contadina.
Illustrò con disegni e acquarelli i libri di autori come Voltaire, Victor Hugo, Alphonse Daudet e Honoré de Balzac. Ha anche scritto un libro sulla storia della sua famiglia chiamato Les Moreaus (1893).

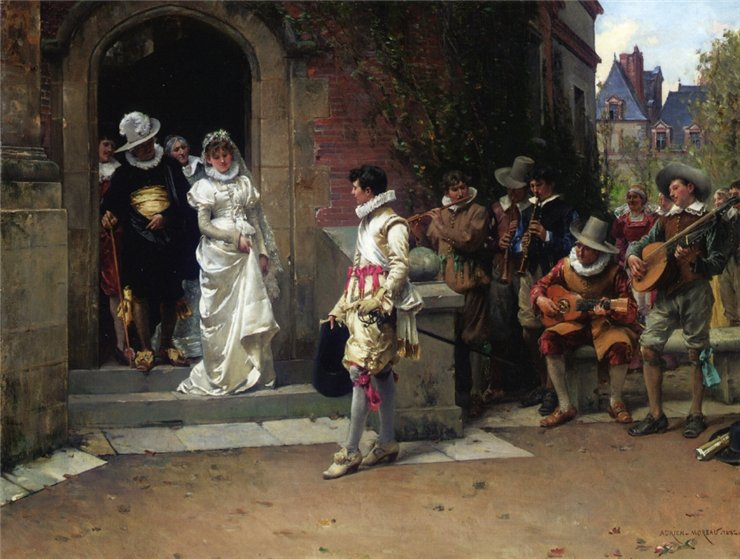
Dopo il matrimonio, 1889

Morì a Parigi nel 1906. Il suo lavoro è conservato presso i musei di Carcassonne, Nantes e di Troyes. Nel 1996, la sua opera Ballerina gitana fu venduta all'asta per oltre 260.000 euro, mentre, negli Stati Uniti, nell'aprile 2010 il Concerto d'amateurs dans un atelier d'artiste è stato valutato più di $ 70.000.